# Andrea Polinori

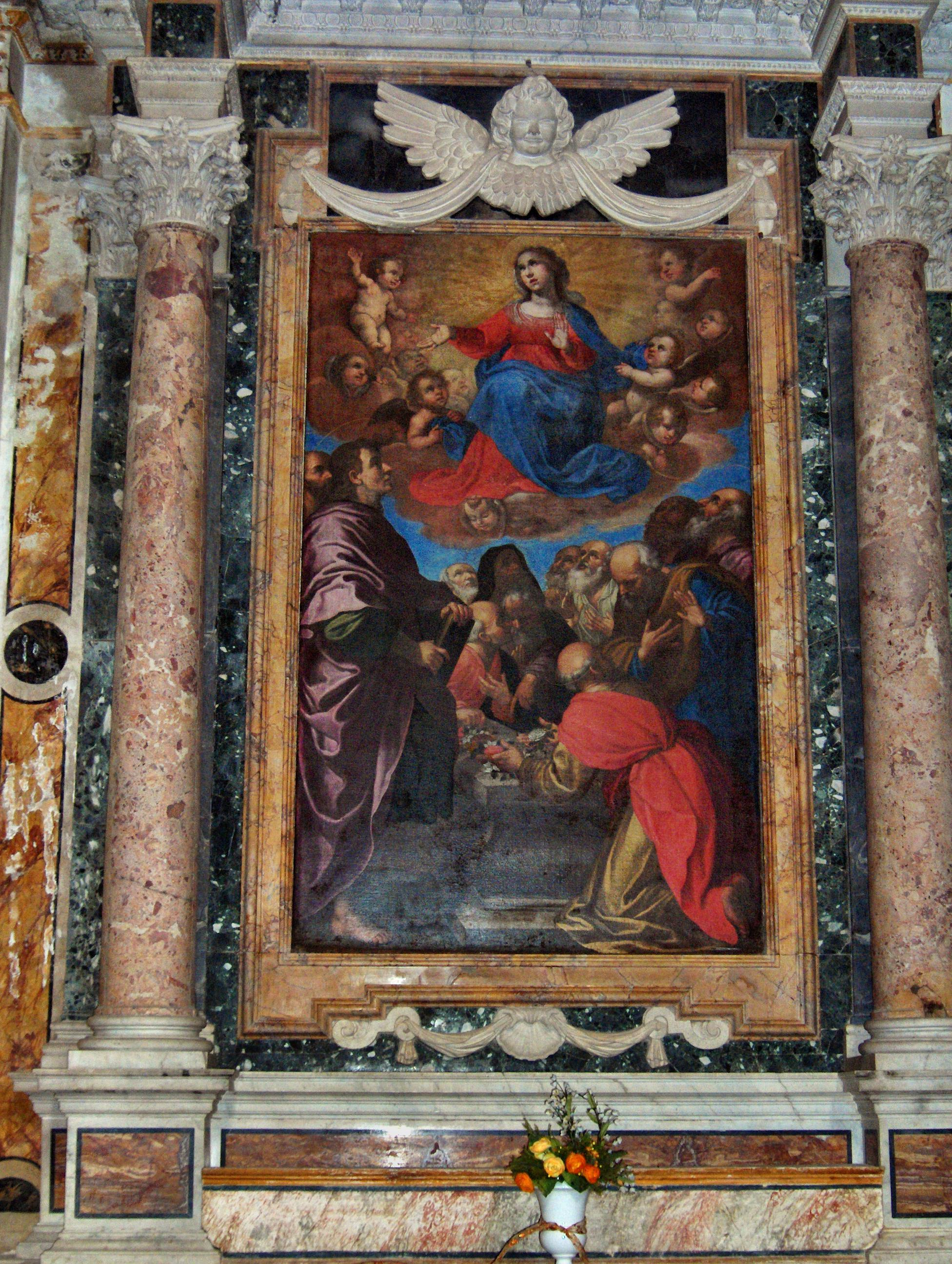
Assunta, 1618, Chiesa di San Fortunato, Todi

Andrea Polinori (Todi, 1586 – Todi, 1648) è stato un pittore italiano barocco attivo soprattutto nella sua città natale, Todi, in Umbria.

## Biografia
Nato a Todi,  trascorse un periodo di formazione intorno al 1615 a Roma. Viene descritto come persona che conduceva una vita intemperante. Anche suo fratello, Giovanni Antonio Polinori, era un pittore. A Todi dipinse per le chiese di San Francesco (1535, 1642), San Fortunato, San Silvestro e Santa Margherita (1642). È sepolto nella chiesa di San Silvestro; molte sue opere sono conservate nella Pinacoteca comunale di Todi.